# 宪法花园

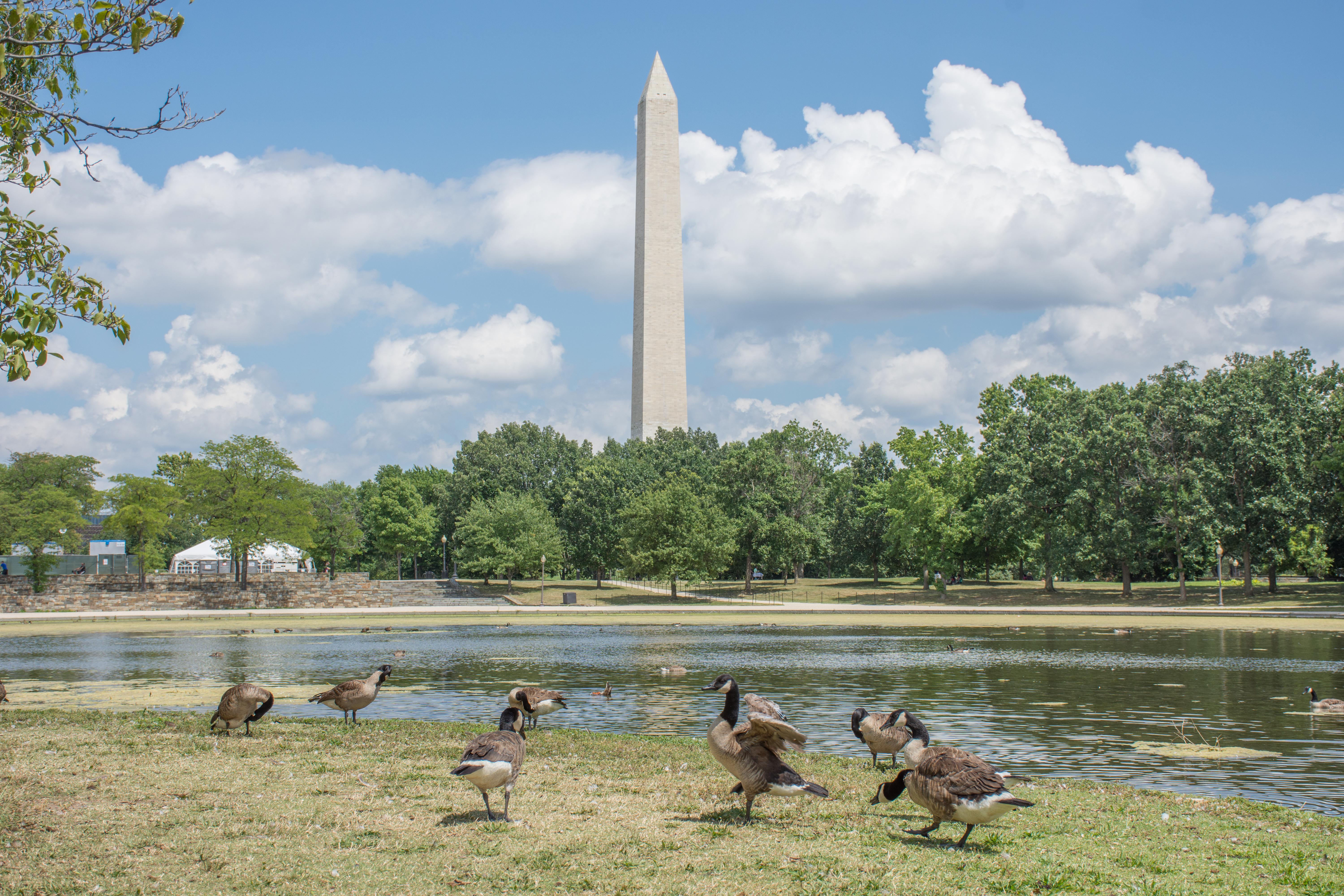
憲法花園

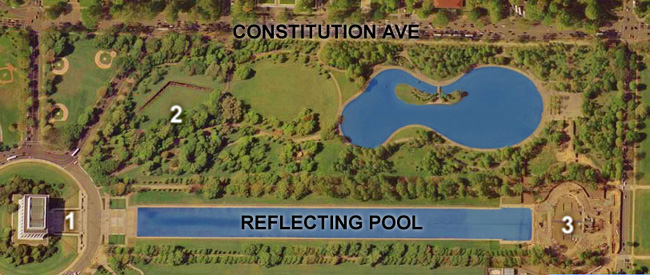
USGS 的宪法花园的卫星图像，位于倒影池以北，林肯纪念堂东北（图中1），越南退伍军人纪念馆（图中2）和国家第二次世界大战纪念碑的西北（图中3）。

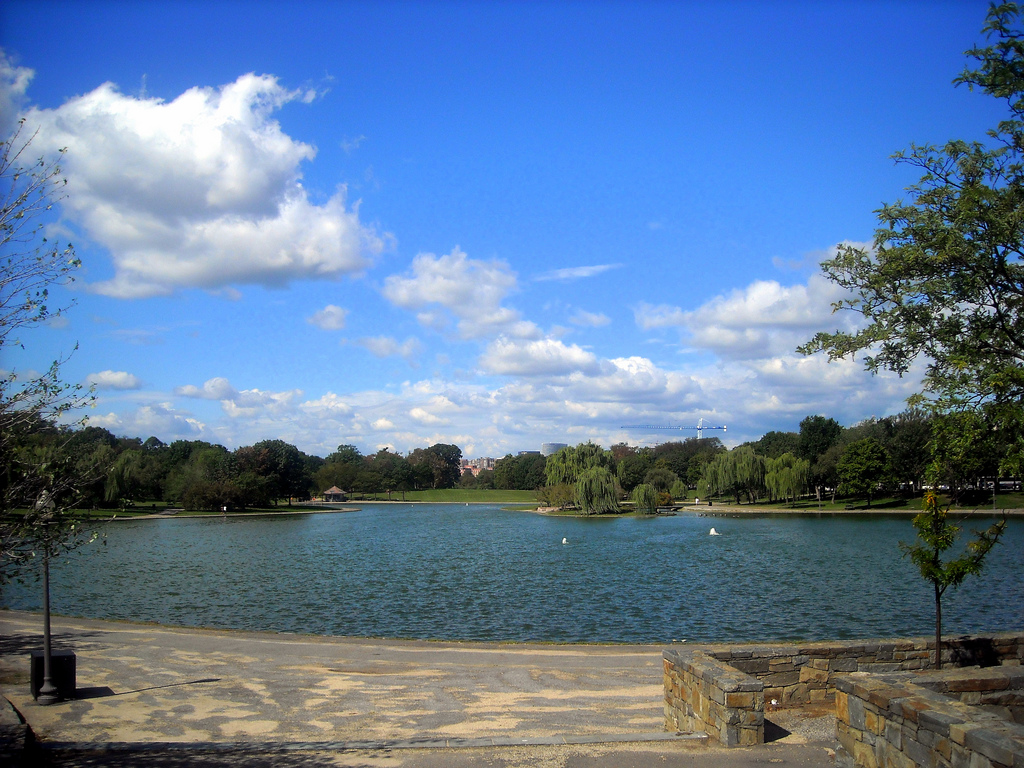
憲法花園东部

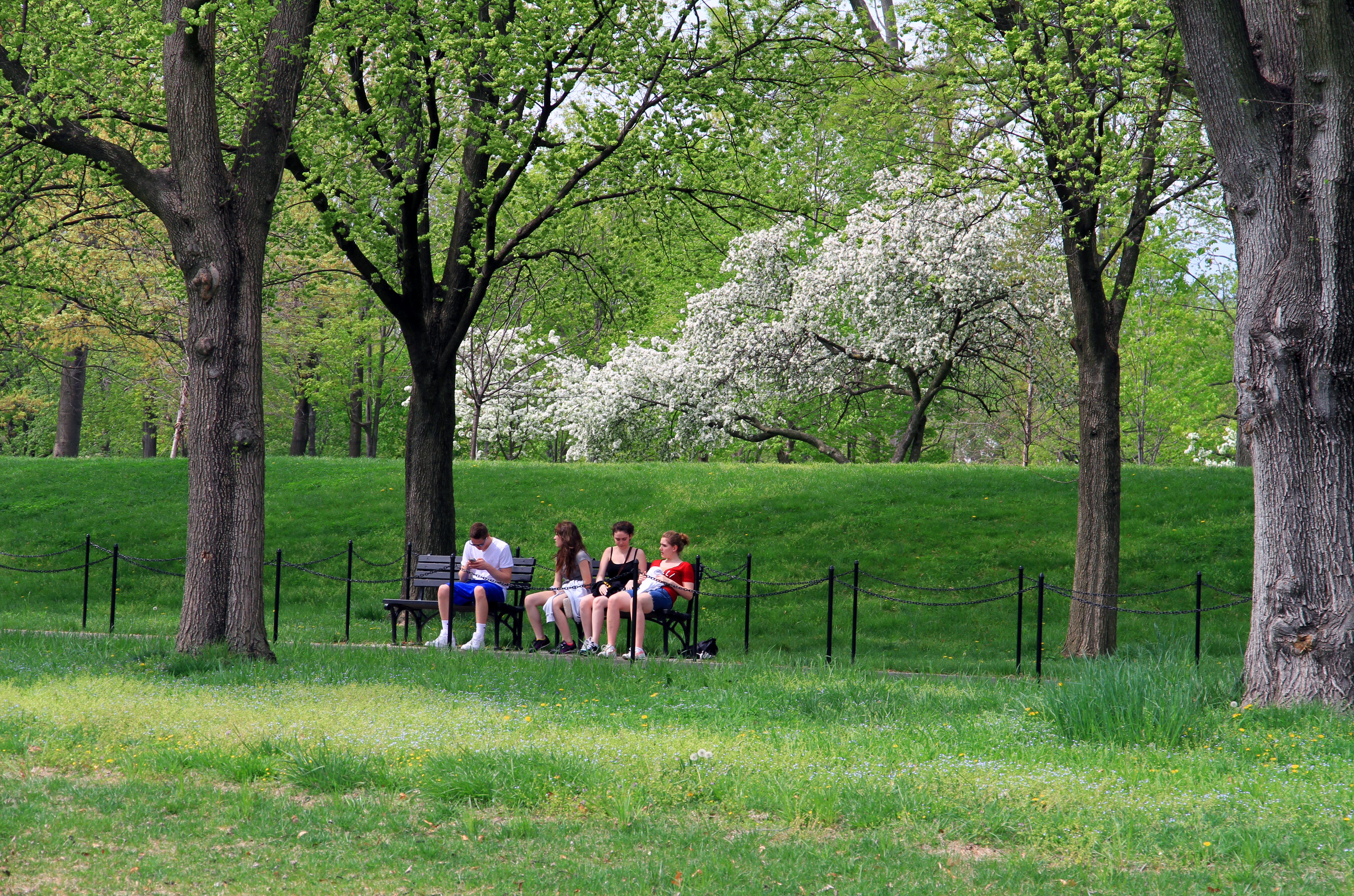
憲法花園

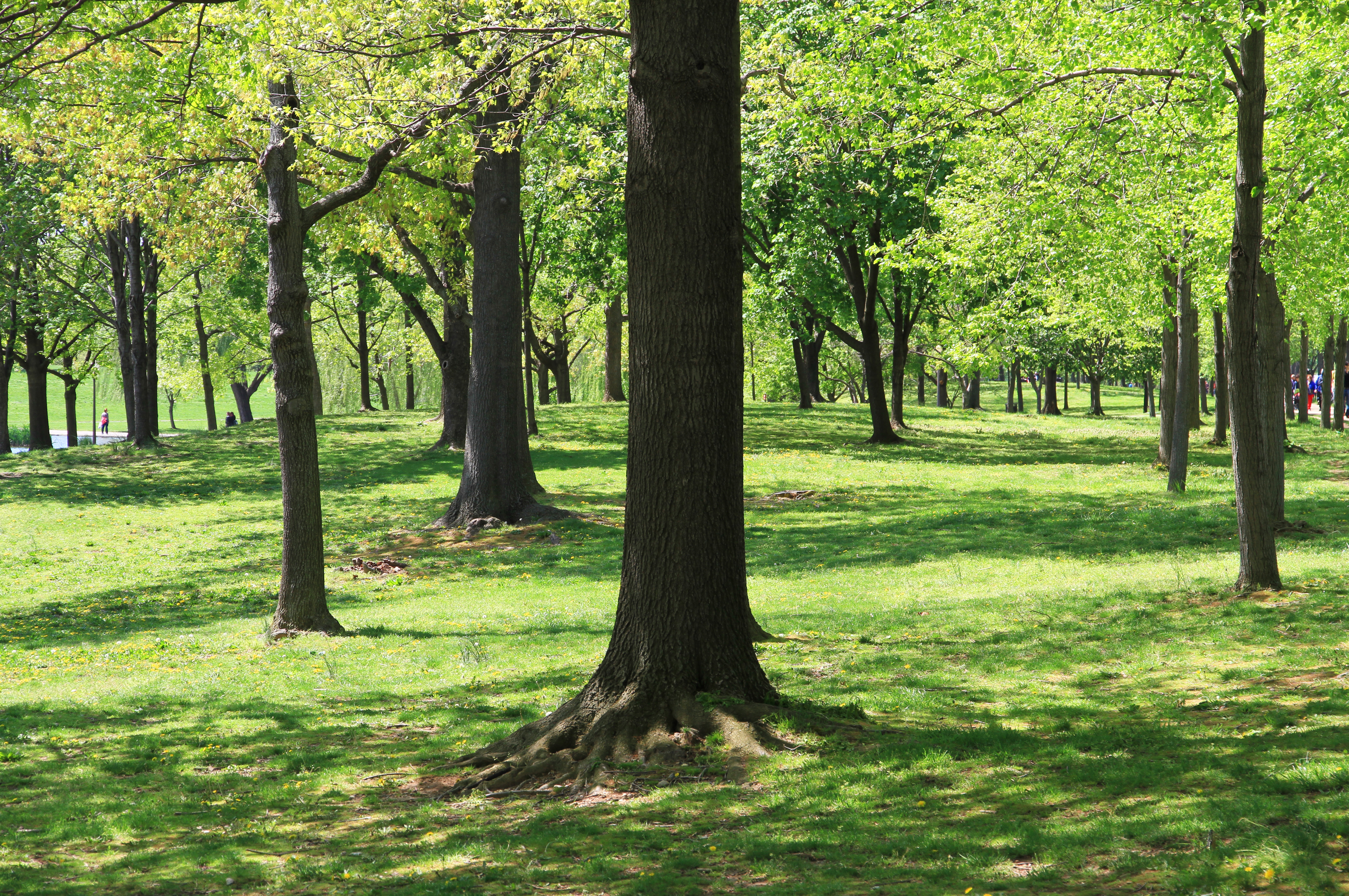
憲法花園

憲法花園是位於美國華盛頓特區的公園區，位於國家廣場內。該公園佔地50英畝（200,000平方米），其西面是越南退伍軍人紀念館，東面是第17街西北，北面是憲法大道，南面是林肯纪念堂倒影池。 憲法公園有一個小池塘，其中有一個對行人開放的島嶼。矗立着一座纪念碑，刻有签署《独立宣言》的56位开国元勋的名字。
宪法花园于1976年开放最初由美国著名景观设计师丹·凯利（Dan Kiley）和SOM设计事务所作景观设计。2024年PWP景观设计事务所和Rogers Partners建筑事务所宣布将更新改造年久失修的宪法花园，充分尊重历史设计，同时以自然为基础强调生境营造，增强场地的生物多样性。设计将搬迁历史悠久的“锁匠之家”（Lockkeeper’s House）——国家广场上最古老的建筑，并将修复后的建筑改为游客中心。占地约2.7hm2、位于场地中心的湖泊将被重新规划，设计团队打造了一条环湖步道为游客提供观赏景色的场所。此外，设计围绕湖泊构建了大面积的草地和林地，种植丰富多样的乡土植物，以此共同发挥自然系统的调节作用。雨水将通过崭新的土壤和林木得到净化，流至湖中加以利用。
1. ↑  Washington, Mailing Address: 1100 Ohio Drive SW; Us, DC 20242 Phone: 202 426-6841 Contact. . www.nps.gov.   [2024-10-27]. （原始内容存档于2022-09-21） （英语）.
2. ↑  . www.landscape.cn.   [2024-10-27]. （原始内容存档于2025-02-22） （中文（中国大陆））.